# Juan García Postigo
Pour les articles homonymes, voir Juan García (homonymie) et García.
 (février 2017).
Si vous disposez d'ouvrages ou d'articles de référence ou si vous connaissez des sites web de qualité traitant du thème abordé ici, merci de compléter l'article en donnant les références utiles à sa vérifiabilité et en les liant à la section « Notes et références ».
Juan García Postigo, né le 19 janvier 1981 à Malaga (Espagne), est un mannequin et acteur espagnol.

## Biographie
Il a été élu Mister Espagne en 2006, puis Mister Monde 2007, le 31 mars 2007 à Sanya en Chine.